# Bebe Buell
Beverle Lorence "Bebe" Buell (Portsmouth, Virginia; 14 de julio de 1953) es una ex-modelo y cantante estadounidense, que fue playmate de noviembre de 1974 de la revista Playboy. 
Es principalmente conocida por haber salido y casarse con músicos de rock. Es la madre de la actriz Liv Tyler tras su breve relación con el vocalista de Aerosmith Steven Tyler. En 2001, escribió una autobiografía (con Victor Bockris) titulada Rebel Heart: An American Rock and Roll Journey, libro que fue un best seller del New York Times.